# شريان فرجي سطحي ظاهر
شريان فرجي سطحي ظاهر (بالإنجليزية: Superficial external pudendal artery)‏‏ هو شريان يتفرعُ من شريان فخذي.

## معرض صور

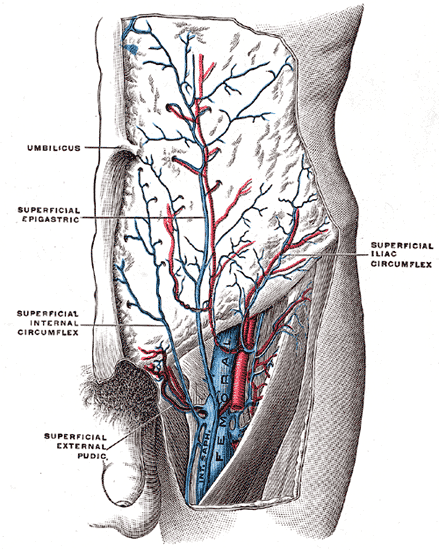
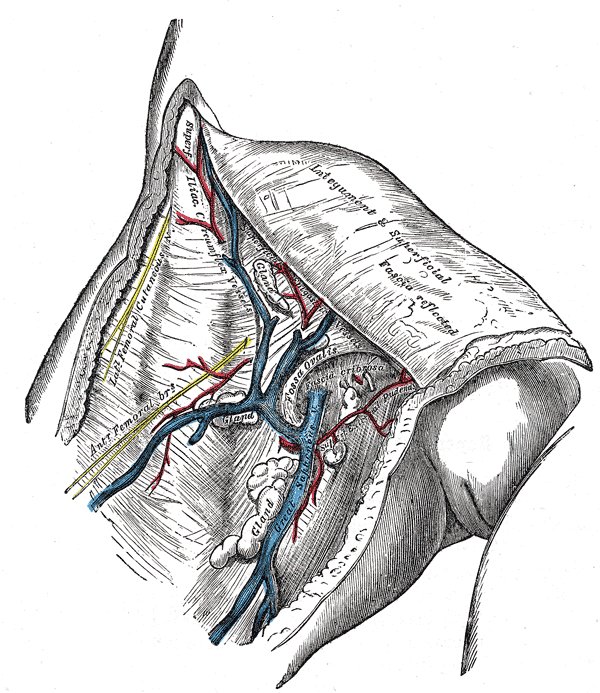
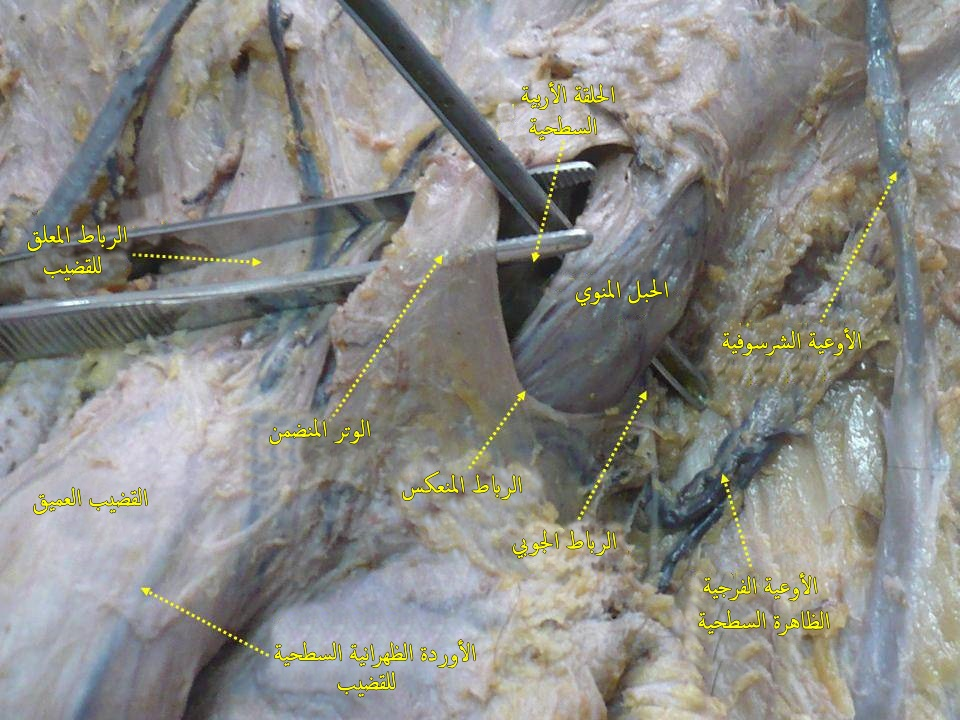